# Dey
Dey (arabisch داي, vom türkisch Dayı ‚Onkel mütterlicherseits‘) war ein Herrschertitel in Algerien und Tunesien seit dem 16. Jahrhundert.
Der Titel Dey war ursprünglich eine Bezeichnung für einen Kommandanten der osmanischen Janitscharen. Er fand auch in den Barbareskenstaaten Algerien und Tunesien seit dem 16. Jahrhundert Verwendung, als diese Länder sich unter der osmanischen Oberhoheit befanden. Ursprünglich hatte der Sultan in Istanbul die Statthalter/Paschas in Algerien und Tunesien eingesetzt. Doch schon bald setzten die Janitscharen und Korsaren die Deys als Leiter der Regierung ein, die von den Osmanen nur noch formal bestätigt wurden.
Die Wahl der Deys erfolgte auf Lebzeiten. Ihnen wurde ein Rat aus den Offizieren der Janitscharen zur Seite gestellt.
Die Hälfte der Deys in Algerien zwischen 1671 und 1830 kam gewaltsam ums Leben. In Tunis wurden die Deys 1640 von den Muraditen-Beys abgelöst.